# اچ‌ام‌اس پورتسموث (۱۶۵۰)
اچ‌ام‌اس پورتسموث (۱۶۵۰) (به انگلیسی: HMS Portsmouth (1650)) یک کشتی بود که طول آن ۹۹ فوت (۳۰٫۲ متر) بود.